# Outaya
Outaya là một chi bướm đêm thuộc họ Noctuidae.